# Tucson Estates
Tucson Estates ist ein Census-designated place im Pima County im US-Bundesstaat Arizona. Das U.S. Census Bureau hat bei der Volkszählung 2020 eine Einwohnerzahl von 12.069 ermittelt. 
Tucson Estates hat eine Fläche von 90,9 km². Die Bevölkerungsdichte liegt bei 133 Einwohnern je km². 

## Geographie
Die Koordinaten sind 32°10'51" Nord, 111°6'35" West. Die Stadt liegt in der Nähe des Saguaro National Park-West und des Ironwood Forest National Park. Sie wird von der Arizona State Route 86 tangiert.